# Лейк-Кларк (национальный парк)
Лейк-Кларк (англ. Lake Clark National Park and Preserve) — национальный парк и заповедник расположенный на юго-западе штата Аляска. Образован 2 декабря 1980 года актом Конгресса США по защите арктических территорий.

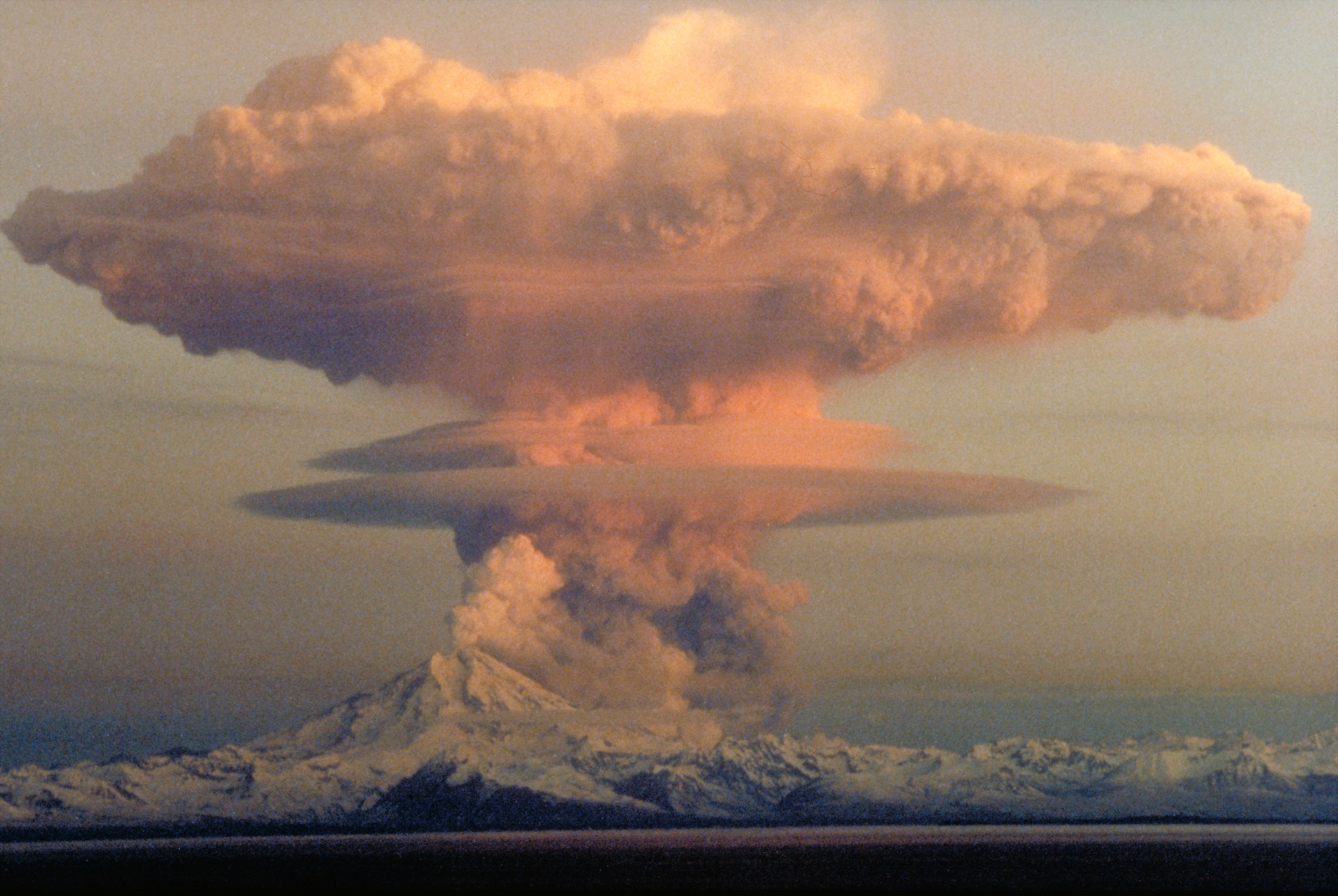
Действующий вулкан Редут высотой 3,108 м
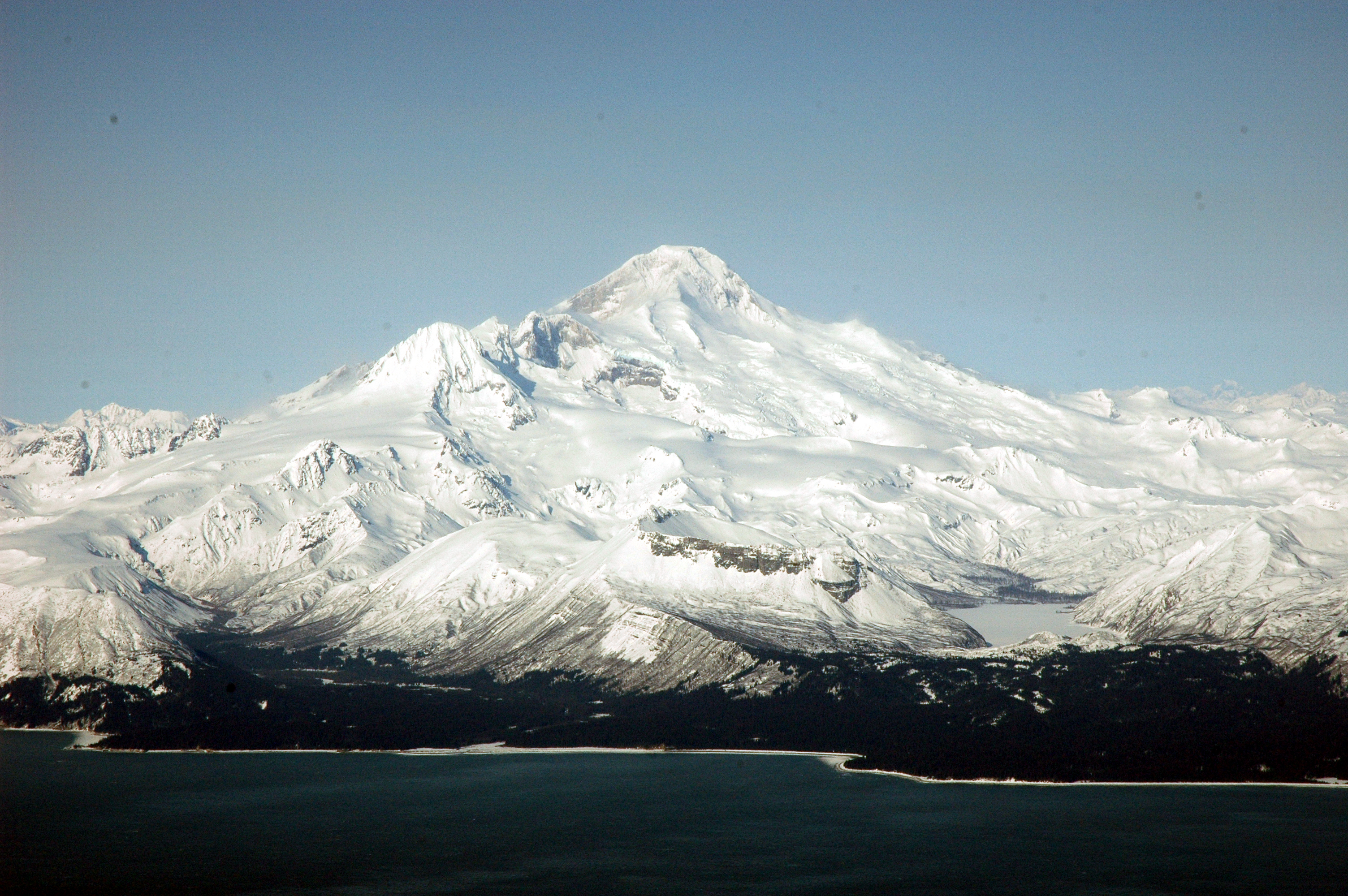
Вулкан Ллямна высотой 3,053 м
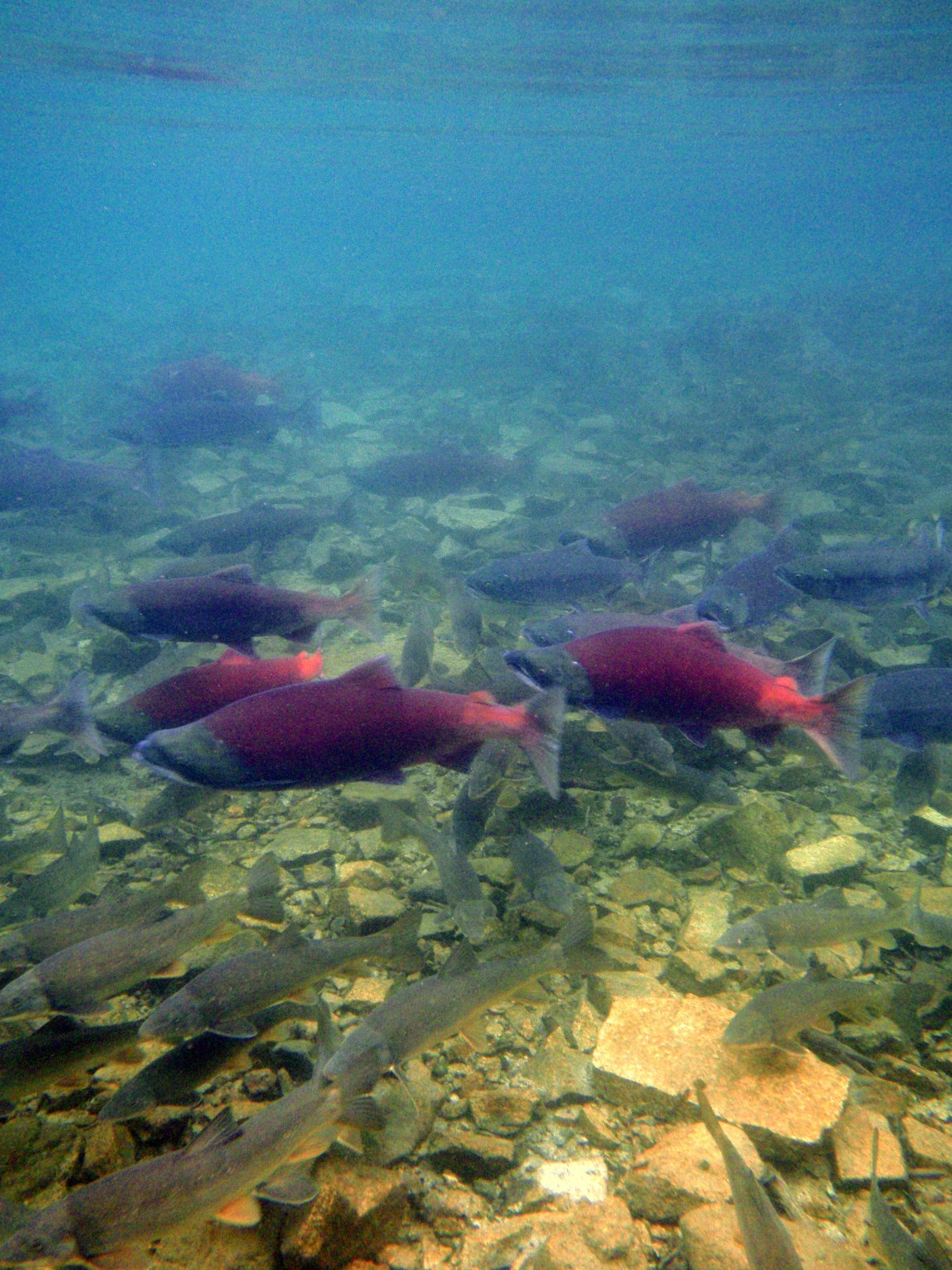
лосось в р. Киджик
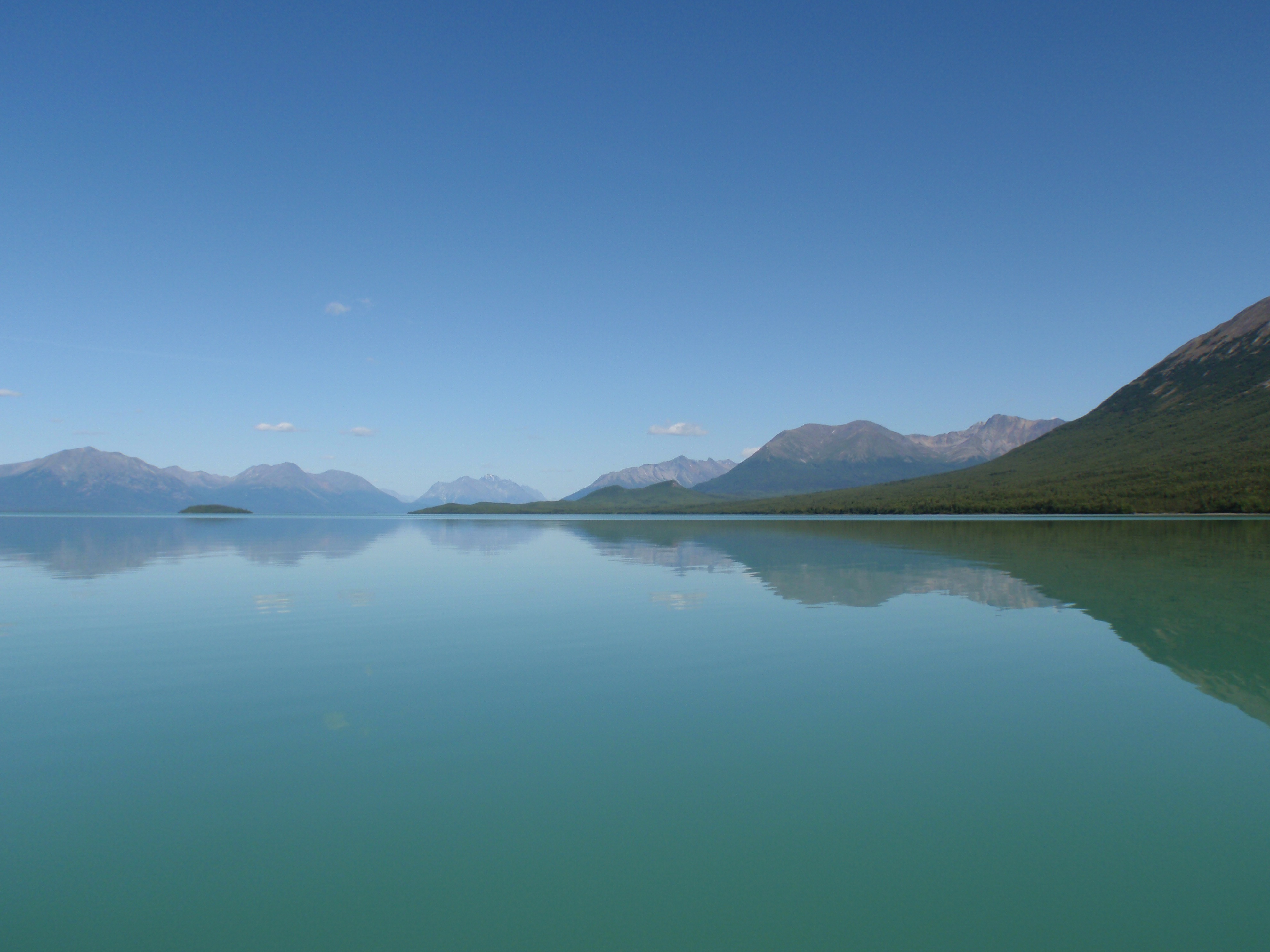
озеро Кларк